# Josep Roca-Sastre
Josep Roca-Sastre i Muncunill (Tarrasa, 1928 - Barcelona, 1997) fue un pintor español, hijo del jurista Ramón María Roca-Sastre y nieto del arquitecto modernista, Lluís Muncunill. Su carrera como pintor comenzó en 1956 París dónde pasó dos años becado por el Instituto Francés y dónde ganó el Primer Premio del concurso de Jeune Peinture. Más tarde continuó con obras figurativas de temática urbana e intimista, con un estilo muy personal, que reflejaba un mundo interior marcado por el modernismo e inspirado en los pasadizos y rincones de su propio estudio en el Ensanche de Barcelona.
Fue académico de número de la Real Academia Catalana de Bellas Artes de San Jorge de Barcelona desde 1980. Obtuvo el Premio Sant Jordi de la Diputación Provincial de Barcelona (1966) y la medalla de honor del Salon des Artistes Français de París (1968), así como el Premi Quadern de la Fundación de Amigos de las Artes y de las Letras de Sabadell (1993).